# Amadea
Amadea – żeński odpowiednik łacińskiego imienia Amadeusz, powstałego w kręgach zakonnych w średniowieczu. 
Oznacza „kochającą Boga”. Podobne znaczenie ma imię Teofila. 
Amadea imieniny obchodzi:
- 14 stycznia, jako wspomnienie św. Amadeusza z Clermont
- 30 marca, jako wspomnienie św. Amadeusza IX Sabaudzkiego
- 10 sierpnia, jako wspomnienie św. Amadeusza Portugalskiego
- 27 sierpnia, jako wspomnienie św. Amadeusza z Lozanny

Znane osoby noszące imię Amadea:
- Amadea Paleolog, żona Jana II Cypryjskiego